# Rakowo (powiat płoński)
Rakowo – wieś sołecka w Polsce położona w województwie mazowieckim, w powiecie płońskim, w gminie Dzierzążnia. Leży nad Płonką.
W latach 1975–1998 miejscowość należała administracyjnie do województwa ciechanowskiego.